# Johannes Joachim Degenhardt

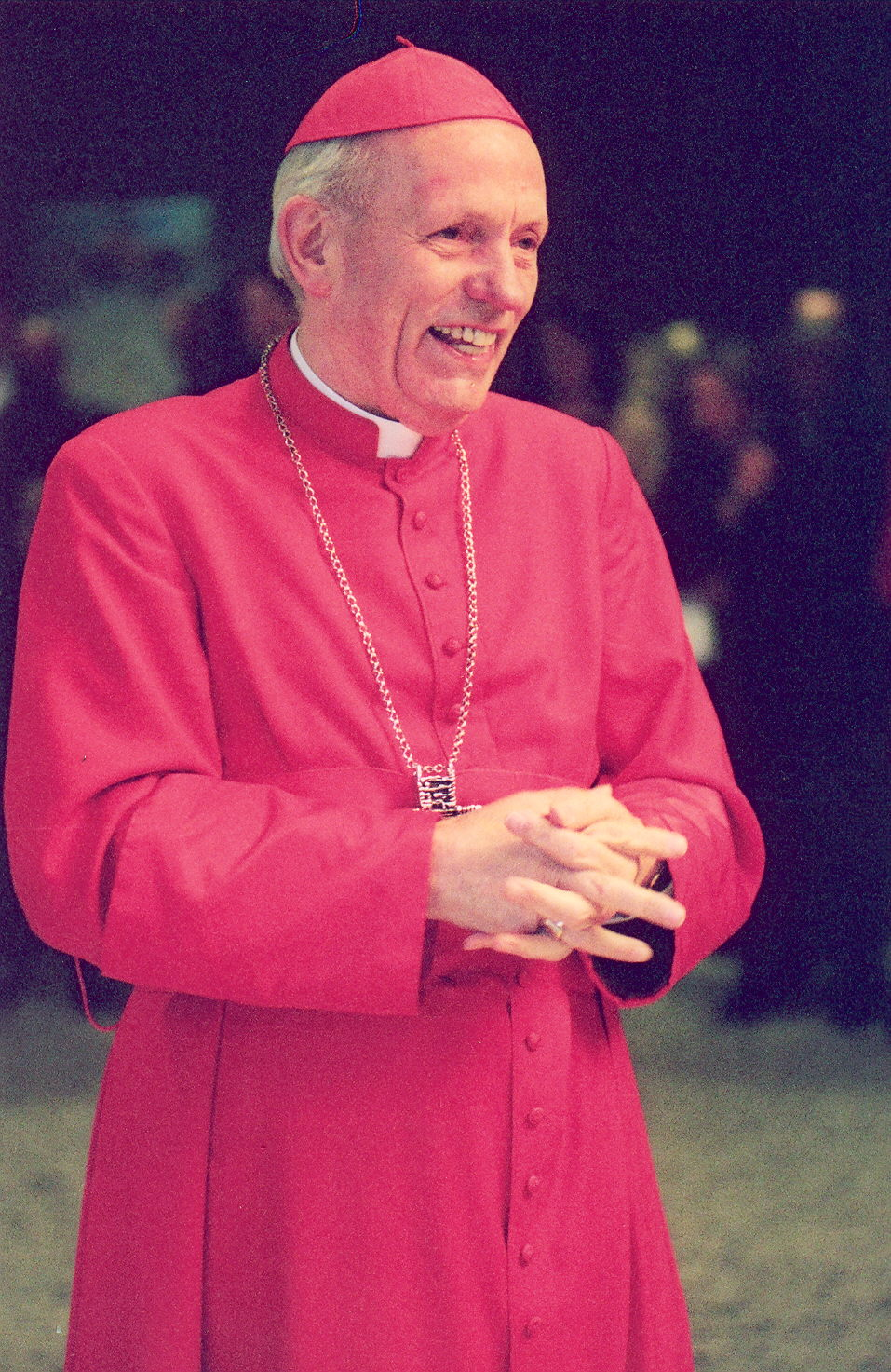
Johannes Joachim Kardinal Degenhardt

Kardinalswappen

Johannes Joachim Kardinal Degenhardt (* 31. Januar 1926 in Schwelm, Westfalen; † 25. Juli 2002 in Paderborn) war Erzbischof von Paderborn und Kardinal der römisch-katholischen Kirche.

## Leben und Wirken
Johannes Joachim Degenhardt wuchs in Hagen auf. Die Eltern waren Elly Degenhardt und Julius Degenhardt. Er war der Zweitgeborene von sieben Kindern (Marianne, Johannes-Joachim, Werner, Ulrich, Elisabeth, Norbert und Brigitte). In Hagen besuchte er das humanistische Albrecht-Dürer-Gymnasium. Ein Cousin war der die 68er-Generation prägende Liedermacher Franz Josef Degenhardt.
Degenhardt war in der katholischen Jugendbewegung Bund Neudeutschland aktiv. Als er am Tag der Bischofsweihe von Lorenz Jaeger eine Treuekundgebung der Jugend für den neuen Paderborner Oberhirten mitorganisierte, wurde er von der Gestapo verhaftet. Schon länger hatte er unter deren Beobachtung gestanden, da er unter Lebensgefahr heimlich die Predigten des Münsteraner Bischofs Clemens August Graf von Galen in Umlauf gebracht hatte. Er wurde in der Dortmunder Gestapo-Zentrale Steinwache mehrere Wochen in Einzelhaft gehalten, in einer 3 × 1,5 Meter großen Zelle inhaftiert, von den Wärtern geschlagen und erst Weihnachten 1941 mit der Drohung entlassen, er komme ins Konzentrationslager, wenn er etwas von der Zeit der Inhaftierung erzählen würde. Nach seiner Entlassung wurde er vom Gymnasium verwiesen. Während des Zweiten Weltkriegs wurde er als Luftwaffenhelfer eingezogen und geriet in Kriegsgefangenschaft, aus der er 1946 entlassen wurde. Nach dem Krieg legte er das Abitur ab und studierte Philosophie und Theologie in Paderborn und München. Am 6. August 1952 empfing er im Hohen Dom zu Paderborn durch Erzbischof Lorenz Jaeger die Priesterweihe.
Es folgten fünf Jahre als Vikar in Brackwede. Von 1957 an betreute er die dortige Pfarrei als Pfarradministrator, dann als Pfarrverweser, bis er von Erzbischof Jaeger zum Präfekten des Erzbischöflichen Collegium Leoninum in Paderborn berufen wurde.
Am 28. Januar 1964 wurde er bei Rudolf Schnackenburg zum Dr. theol. promoviert und arbeitete anschließend als Assistent an der Ruhr-Universität Bochum. 1965 wurde Degenhardt Studentenpfarrer der Pädagogischen Hochschule Westfalen-Lippe in Paderborn und im Februar jenes Jahres Diözesanbeauftragter des Katholischen Bibelwerkes.
Papst Paul VI. ernannte Degenhardt am 18. März 1968 zum Weihbischof in Paderborn und Titularbischof von Vicus Pacati. Der Wahlspruch Degenhardts lautet Surrexit Dominus vere (Der Herr ist wahrhaftig auferstanden, Lk 24,34 ). Die Bischofsweihe spendete ihm Lorenz Kardinal Jaeger am 1. Mai desselben Jahres; Mitkonsekratoren waren der Essener Bischof Franz Hengsbach und Weihbischof Paul Nordhues.
Kardinal Jaeger trat Anfang 1973 von seinem Amt als Erzbischof zurück. Das Domkapitel der Erzdiözese Paderborn wählte Degenhardt darauf zum Kapitularvikar, und Papst Paul VI. ernannte ihn im April 1974 zum neuen Erzbischof von Paderborn. Er feierte 1999 beim Liborifest sein 25-jähriges Jubiläum in diesem Amt.

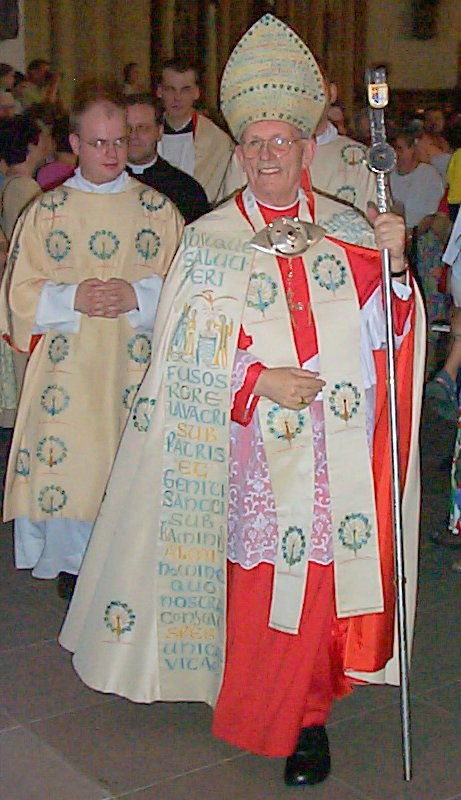
Kardinal Degenhardt beim Liborifest 2001

Im Jahre 1994 hatte Degenhardt vor einem Publikum bestehend aus Mitgliedern des Diözesantages erklärt:

„Junge Frauen sind gleichberechtigt und fordern Beteiligung ihrer Männer an der häuslichen Tätigkeit […]. Und da liegen die Gefahren für junge Männer, […] dass sie ihren Trieben nachher nicht mehr standhalten können. Wenn junge Männer stärker mit der Pflege von Kleinkindern betraut sind und dabei nackte, entblößte Körper ständig sehen, sie berühren und sauber machen müssen, ist die Gefahr groß, daß sie ihren Begierden nicht widerstehen können. Der viele Körperkontakt mit dem Kind bei der Pflege würde ihnen sicher oft zum Verhängnis werden. Und deswegen stellen wir fest, daß auch diese Konsequenz, daß viele Väter Hausmänner werden, auch negative Aspekte haben kann.“

Von diesen Äußerungen, für die er in der Gesellschaft massiv kritisiert wurde, existierte ein Mitschnitt auf Tonband, der u. a. in der Zeit zitiert wurde.
1984 besuchte Degenhardt die beiden letzten in den Niederlanden inhaftierten deutschen Kriegsverbrecher Ferdinand aus der Fünten und Franz Fischer und setzte sich wie viele andere Kirchenvertreter für eine Amnestie für sie ein. Dafür besuchte er den damaligen dortigen Justizminister Frits Korthals Altes. Dieser stellte überrascht fest, dass Degenhardt die Einzelheiten nicht bekannt waren, ließ ihm eine deutsche Übersetzung der Urteile zukommen und hörte darauf nie wieder von ihm.
Am 8. Oktober 1991 entzog Erzbischof Degenhardt dem Priester und Hochschullehrer Eugen Drewermann die kirchliche Lehrbefugnis, nachdem dieser sich geweigert hatte, bestimmte Positionen, die Degenhardt als nicht im Einklang mit der katholischen Lehre beurteilte, zu widerrufen. Drewermann hatte unter anderem die jungfräuliche Geburt und die leibliche Auferstehung Jesu nicht als biologische Tatsachen ausgelegt, sondern als symbolische Ausdrucksweisen zur Beschreibung von existentiell verstandenem Glauben. Am 26. März 1992 wurde Drewermann schließlich auch vom Priesteramt suspendiert. Innerhalb der Diözese hatte es eine längere öffentliche Auseinandersetzung der beiden Geistlichen um fundamentale ideologische Differenzen gegeben.
Im Dezember 2021 veröffentlichte die Universität Paderborn das Zwischenergebnis einer Studie zu Fällen des sexuellen Missbrauchs durch Priester im Erzbistum Paderborn, die im Auftrag des Erzbistums Paderborn seit 2020 erarbeitet wird und auf vier Jahre angelegt ist. Darin wurde Erzbischof Degenhardt – wie auch seinem Amtsvorgänger Lorenz Jaeger – gravierendes Fehlverhalten im Umgang mit Missbrauchstätern unter den Geistlichen attestiert. Beschuldigte seien geschützt worden, während Betroffenen gegenüber keine Fürsorge gezeigt worden sei. Verdächtigte oder überführte Kleriker seien immer wieder versetzt worden, und man habe in der Bistumsleitung „in Kauf genommen, dass sich Dinge wiederholen“. Auf Bewährung verurteilte Täter seien in einigen Fällen entgegen den Vereinbarungen mit Staatsanwaltschaften doch wieder in Gemeinden eingesetzt worden.
Im Juli 2023 wurde an den Gräbern der beiden Paderborner Erzbischöfe Lorenz Kardinal Jaeger und Johannes Joachim Kardinal Degenhardt eine Hinweistafel zu Verfehlungen im Umgang mit Missbrauchsfällen aufgestellt. Dort wird „ein massives Versagen der Kirche und ihrer Vertreter“ im Umgang mit dem sexuellen Missbrauch Minderjähriger deutlich ausgesprochen.

### Erhebung zum Kardinal
Papst Johannes Paul II. gab am 28. Januar 2001 überraschend die Ernennung von Erzbischof Degenhardt, Bischof Karl Lehmann von Mainz und fünf anderen Bischöfen zum Kardinal bekannt, nachdem er erst eine Woche zuvor die Kreierung von 37 Kardinälen verkündet hatte. Papst Johannes Paul II. selbst begründete die Ernennung ein Jahr später anlässlich des Todes von Degenhardt in einem Kondolenzschreiben noch vom Weltjugendtag in Toronto aus wie folgt: „Ich wollte mit seiner Ernennung zum Kardinal das treue Zeugnis des Paderborner Oberhirten für die ganze Weltkirche sichtbar machen.“ () Am 21. Februar 2001 nahm er den Paderborner Erzbischof als Kardinalpriester mit der Titelkirche San Liborio im größten Konsistorium der jüngeren Kirchengeschichte in das Kardinalskollegium auf. Degenhardt war Inhaber verschiedener kirchlicher Ämter, unter anderem war er von 1974 bis 1976 Vorsitzender der Ökumene-Kommission der Deutschen Bischofskonferenz.

### Tod und Bestattung

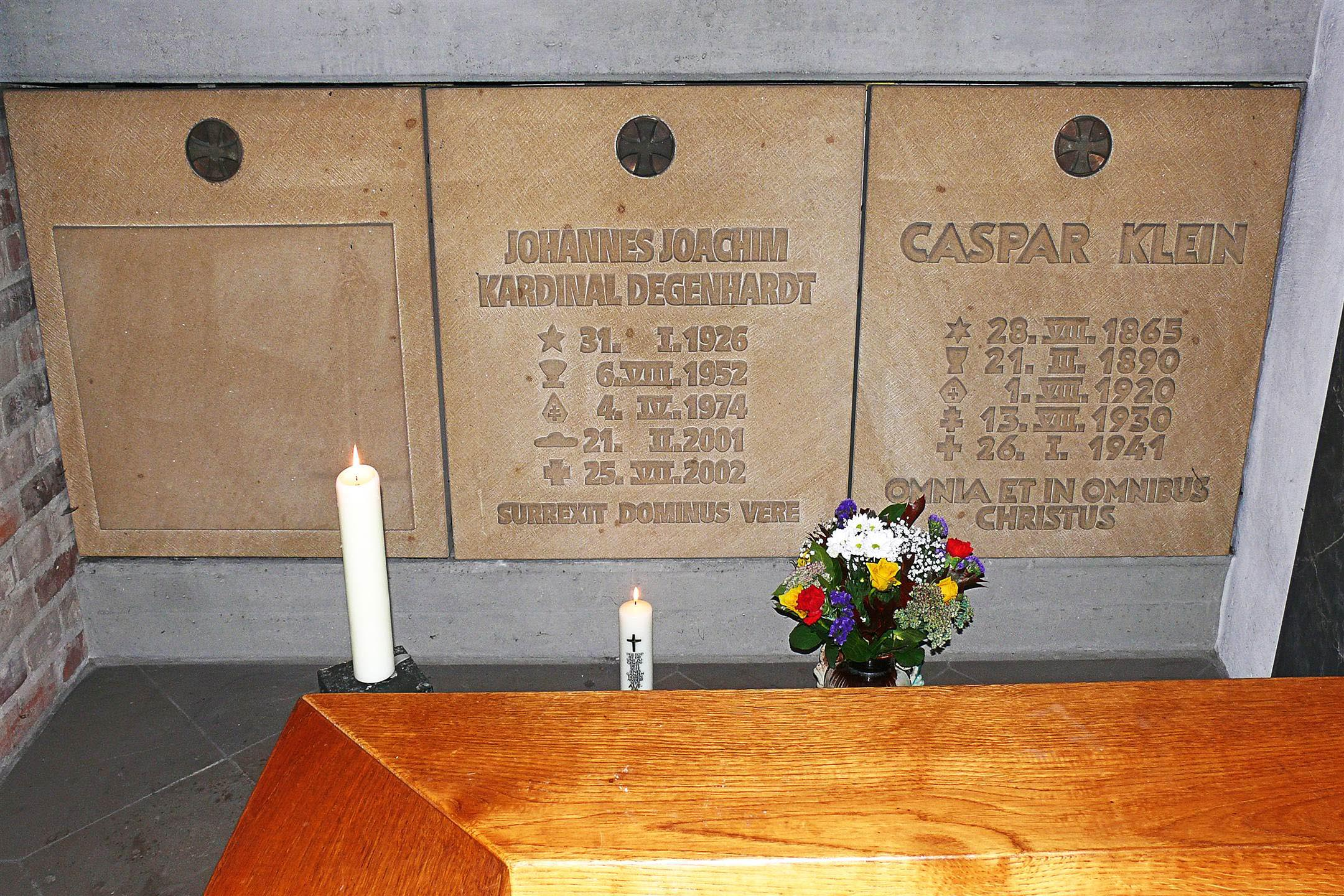
Grab in der Krypta des Paderborner Doms

Degenhardt starb plötzlich am frühen Morgen des 25. Juli 2002 im Alter von 76 Jahren im erzbischöflichen Palais in Paderborn. In den folgenden Tagen zogen Tausende an dem in der Bartholomäuskapelle aufgebahrten Kardinal vorbei. Die Beisetzung im Hohen Dom zu Paderborn fand am 3. August 2002 in Anwesenheit von neun Kardinälen (Henryk Gulbinowicz (Breslau), Karl Lehmann (Mainz), Franciszek Macharski (Krakau), Joachim Meisner (Köln), Joseph Ratzinger (Rom), Leo Scheffczyk (München), Adrianus Simonis (Utrecht), Georg Sterzinsky (Berlin) und Friedrich Wetter (München)), über 60 (Erz-)Bischöfen aus aller Welt und zahlreichen staatlichen Gästen statt. Allein der Einzug der zahlreichen Würdenträger in den Hohen Dom dauerte 20 Minuten. Den größten Beisetzungsfeierlichkeiten, die Paderborn je in seiner Geschichte erlebt hat, stand als Legat von Papst Johannes Paul II. Joseph Kardinal Ratzinger, der spätere Papst Benedikt XVI., vor, kurz bevor dieser Dekan des Kardinalskollegiums wurde (27. November 2002). Eine unübersehbare Zahl von Gläubigen gab Degenhardt in dem vom Fernsehen live übertragenen Pontifikalrequiem das letzte Geleit.
Nachfolger Degenhardts als Erzbischof von Paderborn wurde im Jahre 2003 Hans-Josef Becker.

## Orden und Ehrungen

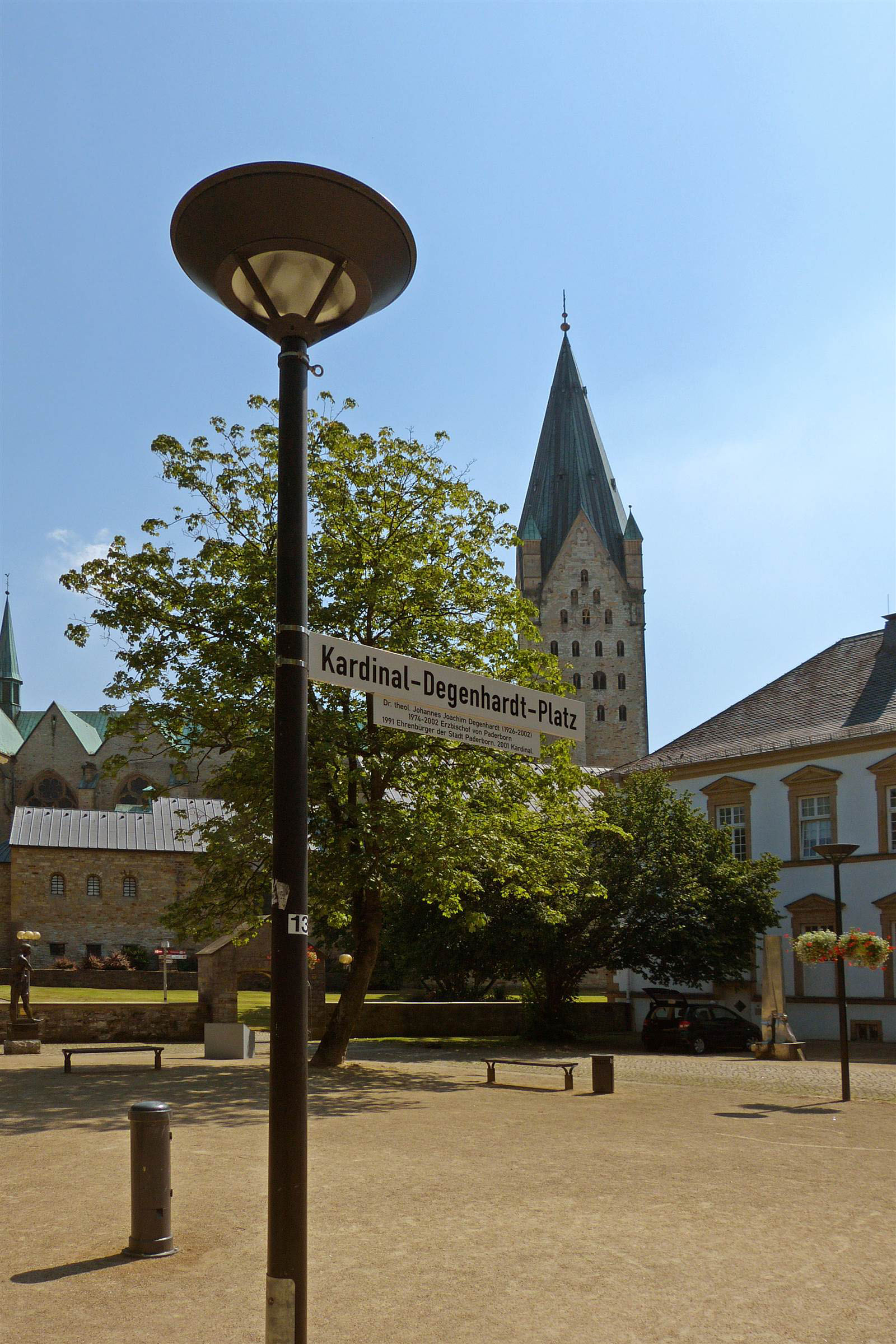
Kardinal-Degenhardt-Platz an der Paderquelle

Kardinal Degenhardt war Träger zahlreicher hoher Orden und Auszeichnungen, unter anderem war er Ehrenbürger der Stadt Paderborn. Am 27. Oktober 1993 wurde ihm vom damaligen nordrhein-westfälischen Ministerpräsidenten Johannes Rau das Große Bundesverdienstkreuz mit Stern verliehen. Neben seiner frühen Mitgliedschaft im Souveränen Malteserorden als Magistralritter und -kaplan war er später auch entsprechend seinem Kardinalsrang zudem Großkreuzritter im Ritterorden vom Heiligen Grab zu Jerusalem, einem Päpstlichen Laienorden. Zudem war er Ehrenmitglied der K.D.St.V. Guestfalo-Silesia Paderborn im CV.
An seinem zehnten Todestag wurde der Platz an der alten Domdechanei in Paderborn, der heutigen Stadtbibliothek, nach ihm benannt.